# Cândido Rondon
O marechal Cândido Mariano da Silva Rondon, conhecido como Marechal Rondon (Santo Antônio de Leverger, 5 de maio de 1865 – Rio de Janeiro, 19 de janeiro de 1958), foi um engenheiro militar e sertanista brasileiro, famoso por sua exploração de Mato Grosso e da Bacia Amazônica Ocidental e por seu apoio vitalício às populações indígenas brasileiras. Foi o primeiro diretor do Serviço de Proteção ao Índio (SPI) e estimulou a criação do Parque Nacional do Xingu. O estado brasileiro de Rondônia recebeu esse nome em sua homenagem. É o patrono da arma de Comunicações do Exército Brasileiro.

## Biografia

O estado de Rondônia (vermelho), batizado em homenagem ao Marechal

Cândido Mariano da Silva (o sobrenome Rondon foi acrescentado posteriormente) nasceu em 5 de maio de 1865 no atual Mimoso, distrito localizado no município de Santo Antônio de Leverger, no estado de Mato Grosso. Seu pai, Cândido Mariano da Silva, descendia de portugueses e espanhóis miscigenados com indígenas guanás, enquanto sua mãe, Claudina Freitas Evangelista, era descendente de índios terenas e bororos. Cândido Mariano (pai) morreu de varíola, em 1864, antes de seu filho nascer; Claudina faleceu em 1867, quando o filho tinha dois anos de idade. O menino foi criado pelo avô, José Mariano da Silva, e, após a morte deste, por um tio paterno, Manuel Rodrigues da Silva Rondon, que havia modificado o próprio nome, adicionando o sobrenome de sua mãe, Maria Rosa da Silva Rondon (a avó de Cândido), para não ser confundido com um homônimo "cujas falcatruas andavam pelos jornais" - conforme o próprio Marechal Rondon explicaria, anos mais tarde. Foi esse tio quem cuidou dele até aos dezesseis anos, quando o rapaz ingressou no Exército Brasileiro. Posteriormente, em homenagem a esse tio, Cândido Mariano acrescentaria o Rondon ao próprio nome.
Em 1881, o jovem incorpora-se ao 3º Regimento de Artilharia a Cavalo. Ingressa na Escola Militar, no Rio de Janeiro, onde obtém o bacharelado em Ciências Físicas e Naturais. Em 1888 será segundo-tenente. De ideias abolicionistas e republicanas, Rondon participou diretamente com Benjamim Constant das articulações do golpe republicano que derrubou Dom Pedro II, o último imperador do Brasil.
O recém-criado governo republicano estava preocupado com o oeste do Brasil, muito isolado dos grandes centros e nas regiões fronteiriças. Em 1890, é nomeado ajudante da Comissão de Construção das Linhas Telegráficas de Cuiabá a Registro do Araguaia, a primeira linha telegráfica do estado de Mato Grosso. Esta linha telegráfica foi finalmente concluída em 1895 e, posteriormente, Rondon iniciou a construção de uma estrada que ligava o Rio de Janeiro (então capital da república) a Cuiabá, capital de Mato Grosso. Até esta estrada ser concluída, o único caminho entre estas duas cidades era pelo transporte fluvial. Em 1891 (ou 1892), Rondon é nomeado chefe do Distrito Telegráfico de Mato Grosso e pede exoneração do cargo de professor. Nessa época, ele se casara com Francisca Xavier, no Rio de Janeiro. Juntos, eles tiveram sete filhos (Heloísa Aracy, Bernardo Tito Benjamin, Clotilde Teresa, Maria Sylvia, Beatriz Emília, Maria de Molina e Branca Luíza).
De 1900 a 1906, Rondon ficou encarregado de instalar a linha telegráfica do Brasil para a Bolívia e o Peru. Durante esse período, entrou em contato com os indígenas bororos, no oeste do Brasil, e foi tão bem sucedido nesse contato, que completou a linha telegráfica com a ajuda deles. Ao longo de sua vida, Rondon descobriu e nomeou rios, montanhas, vales e lagos e implantou mais de cinco mil quilômetros de linhas telegráficas nas florestas brasileiras. Em 1906, foi encarregado pelo então presidente da república, Afonso Pena, de ligar Cuiabá ao recém incorporado território do Acre.

### Explorações
Pela competência demonstrada na construção de linhas telegráficas, Rondon foi encarregado de estender a linha telegráfica de Mato Grosso para a Amazônia. No curso da construção da linha, descobriu o rio Juruena, um importante afluente do Tapajós, no norte de Mato Grosso. Também descobriu os Nambiquara, um povo isolado que até então havia matado todos os não índios com quem entrara em contato. Rondon também descobriu as ruínas do Real Forte Príncipe da Beira, a maior relíquia histórica de Rondônia. Foi promovido a major do Corpo de Engenheiros Militares, responsável pela construção da linha telegráfica de Cuiabá para Santo Antônio da Madeira (povoado no atual Porto Velho), a primeira a chegar até a região amazônica. Os trabalhos da chamada Comissão Rondon foram desenvolvidos de 1907 a 1915. Ao mesmo tempo, estava sendo construída a Ferrovia Madeira-Mamoré, que, juntamente com a exploração e integração telegráfica de Rondon, ajudou a ocupar a região do atual estado de Rondônia.

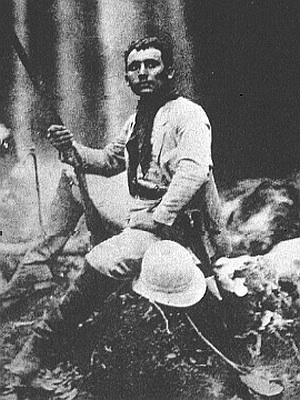
Rondon quando jovem, na Amazônia brasileira

Em maio de 1909, Rondon iniciou sua mais longa expedição. Ele partiu do então distrito de Tapirapuã, em Tangará da Serra, rumo ao noroeste até o rio Madeira, um dos principais afluentes do rio Amazonas. Em agosto, todos os seus suprimentos de sua equipe estavam esgotados. Para sobreviver, a expedição recorreu à caça e à coleta na floresta. Quando chegaram ao rio Ji-Paraná, não tinham suprimentos. Durante a expedição descobriram um grande rio entre o Juruena e o rio Ji-Paraná, que Rondon chamou de rio da Dúvida. Para chegar ao destino, construíram canoas e, com sucesso, a equipe conseguiu chegar ao rio Madeira, no Natal de 1909. Ao regressar ao Rio de Janeiro, Rondon foi saudado como herói, porque se acreditava que ele e a expedição haviam morrido na selva. Após a expedição, tornou-se o primeiro diretor do Serviço de Proteção ao Índio, criado pelo Governo Nilo Peçanha.
Em setembro de 1913, Rondon foi atingido por uma flecha envenenada dos índios nhambiquaras. Foi salvo pela bandoleira de couro de sua espingarda. Porém, ordenou aos seus comandados que não reagissem e batessem em retirada, demonstrando seu princípio de penetrar no sertão somente com a paz. Ele afirmava: "Morrer, se preciso for. Matar, nunca". Em 1914, com a Comissão Rondon, construiu 372 km de linhas e mais cinco estações telegráficas: Pimenta Bueno, Presidente Hermes, Presidente Pena (mais tarde Vila de Rondônia e atual Ji-Paraná), Jaru e Ariquemes, na área do atual estado de Rondônia. Em 1 de janeiro de 1915, completou sua missão com a inauguração da estação telegráfica de Santo Antônio do Madeira.
O Meridiano 52 Oeste é também uma referência geográfica para a história das comunicações no Brasil. Rondon foi o segundo ser humano a receber em sua honra um meridiano com seu nome. Ele cumpriu missões abrindo estradas, criando linhas telegráficas, mapeando florestas, rios e montanhas e estabelecendo relações cordiais com os índios. Ele manteve contato com vários povos indígenas do Brasil.

### Expedição com Roosevelt
Em janeiro de 1914, Rondon partiu com o ex-presidente dos Estados Unidos, Theodore Roosevelt na Expedição Científica Rondon-Roosevelt, cujos objetivos eram explorar o Rio da Dúvida. A expedição deixou Tapiripuã e chegou ao Rio da Dúvida em 27 de fevereiro de 1914. Eles não alcançaram a foz do rio até o final de abril, depois que a expedição sofreu muito. Durante a expedição, o Rio da Dúvida foi renomeado para Rio Roosevelt.
A aventura no rio da Dúvida foi a mais difícil da vida de Theodore Roosevelt, tendo abalado sua saúde para o resto da vida. Todos os homens, exceto Rondon, sofriam de doenças e enfermidades constantes.

### Anos depois
Após a expedição de 1914, Rondon trabalhou até 1919, mapeando o estado de Mato Grosso. Durante esse tempo, ele descobriu mais alguns rios e fez contato com várias tribos indígenas. Em 1919, já como general de brigada, Rondon foi nomeado diretor de Engenharia do Exército, e autorizou a construção de quartéis. Nessa época ele também acumulou os cargos de chefe da corporação brasileira de engenheiros e de chefe da Comissão Telegráfica.
Em 1924 e 1925, liderou as forças do Exército na Campanha do Paraná. De 1927 a 1930, Rondon foi encarregado de examinar todas as fronteiras entre o Brasil e seus países vizinhos. Durante a Revolução de 1930, Rondon renunciou ao cargo de chefe do SPI. Durante 1934-1938, Rondon foi encarregado de uma missão diplomática, como mediador de uma disputa entre a Colômbia e o Peru sobre a cidade de Leticia. Em 1939, ele voltou à direção do SPI e expandiu o serviço para novos territórios do Brasil.
Na década de 1950, ele apoiou a campanha dos Irmãos Villas-Bôas, que enfrentava forte oposição do governo e dos fazendeiros de Mato Grosso e levou ao estabelecimento da primeira reserva para os povos indígenas: o Parque Nacional do Xingu, criado em 1961.
Em 5 de maio de 1955, data em que completou 90 anos de idade, foi agraciado com o título de Marechal do Exército Brasileiro, concedido pelo Congresso Nacional. Em 1957, Rondon foi indicado ao Prêmio Nobel da Paz pelo Explorers Club de Nova Iorque. Faleceu no dia 19 de janeiro de 1958, aos 92 anos de idade. Seu corpo foi sepultado no Cemitério de São João Batista, no Rio de Janeiro.

## Homenagens

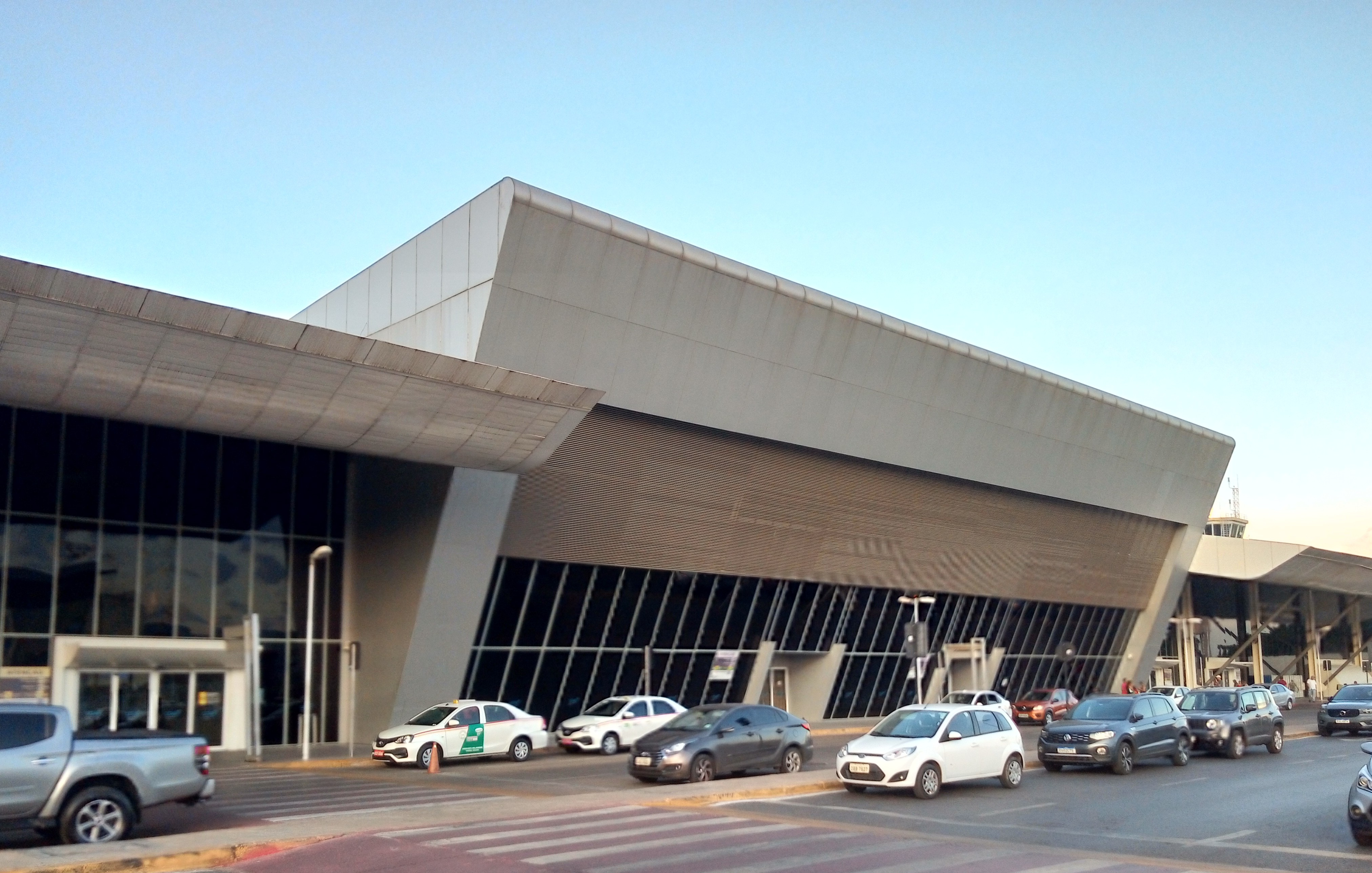
O Aeroporto Internacional Marechal Rondon se encontra em Várzea Grande, na região metropolitana de Cuiabá

O marechal Cândido Rondon é considerado um dos principais heróis e patriotas brasileiros e, portanto, tem sido homenageado pela população e pelo governo de várias maneiras. Ele é o "Pai das Telecomunicações Brasileiras" e o dia 5 de maio, data de seu aniversário, é também o Dia Nacional das Telecomunicações, estabelecido em sua homenagem. Teve a glória de ter seu nome escrito em letras de ouro no maciço Livro da Sociedade Geográfica de Nova Iorque.

### Títulos
- Em 5 de maio de 1955, data de seu aniversário de 90 anos, recebeu o título de Marechal Honorário do Exército Brasileiro, concedido pelo Congresso Nacional;[10]
- Em 1957, foi indicado para o prêmio Nobel da Paz, pelo The Explorers Club, de Nova Iorque;[11]
- Em 1963, foi homenageado com a designação de "Patrono da Arma de Comunicações do Exército Brasileiro".[12]

### Logradouros
- Por meio da Lei Ordinária, nº 2 731/56, em 17 de fevereiro de 1956, o Território Federal do Guaporé teve seu nome alterado para Território Federal de Rondônia e, em 22 de dezembro de 1981 foi elevado a estado com o nome Rondônia por meio da Lei Complementar nº 41/81;[13][14]
- O município de Marechal Cândido Rondon foi criado em 1960;[15]
- O principal aeroporto de Mato Grosso chama-se Aeroporto Internacional Marechal Rondon, enquanto o Aeroporto Balduino Helmuth Jope de Marechal Cândido Rondon serve à cidade homônima;[16]
- O Marechal Rondon é também homenageado nomeando diversos bairros, escolas e logradouros no Brasil, como a Rodovia Marechal Rondon;[17]
- Em 1918, o povoado de Rio Vermelho foi renomeada para Rondonópolis em homenagem ao mato-grossense Marechal Rondon que também teve préstimos realizados nesta cidade durante as realizações das expansões telegráficas.[18]

### Outros
- Em 1918, recebeu a Medalha Centenário de David Livingstone da Sociedade Geográfica Americana;[19]
- Em 1919, recebeu a Medalha do Explorers Club;[20]
- Seu rosto foi estampado na nota de mil cruzeiros;[21]
- Em 1º de julho de 2015, o Governo Federal determinou a inscrição do nome de Rondon no Livro de Heróis da Pátria, depositado no Panteão da Pátria, em Brasília;[22]
- Em 1968, foi iniciado o Projeto Rondon, com o objetivo de levar a juventude universitária a conhecer a realidade brasileira e a participar do processo de desenvolvimento.